# تیرات زوی
تیرات زوی (به لاتین: Tirat Zvi) یک منطقهٔ مسکونی در اسرائیل است که در شورای منطقه ای دره اسپرینگز واقع شده‌است.